# Callionima
Callionima este un gen de molii din familia Sphingidae.

## Specii
- Callionima acuta - (Rothschild & Jordan, 1910)
- Callionima calliomenae - (Schaufuss, 1870)
- Callionima denticulata - (Schaus, 1895)
- Callionima falcifera - (Gehlen, 1943)
- Callionima gracilis - (Jordan, 1923)
- Callionima grisescens - (Rothschild, 1894)
- Callionima guiarti - (Debauche, 1934)
- Callionima inuus - (Rothschild & Jordan, 1903)
- Callionima juliane - Eitschberger, 2000
- Callionima nomius - (Walker, 1856)
- Callionima pan - (Cramer, 1779)
- Callionima parce - (Fabricius, 1775)
- Callionima ramsdeni - (Clark, 1920)

## Galerie

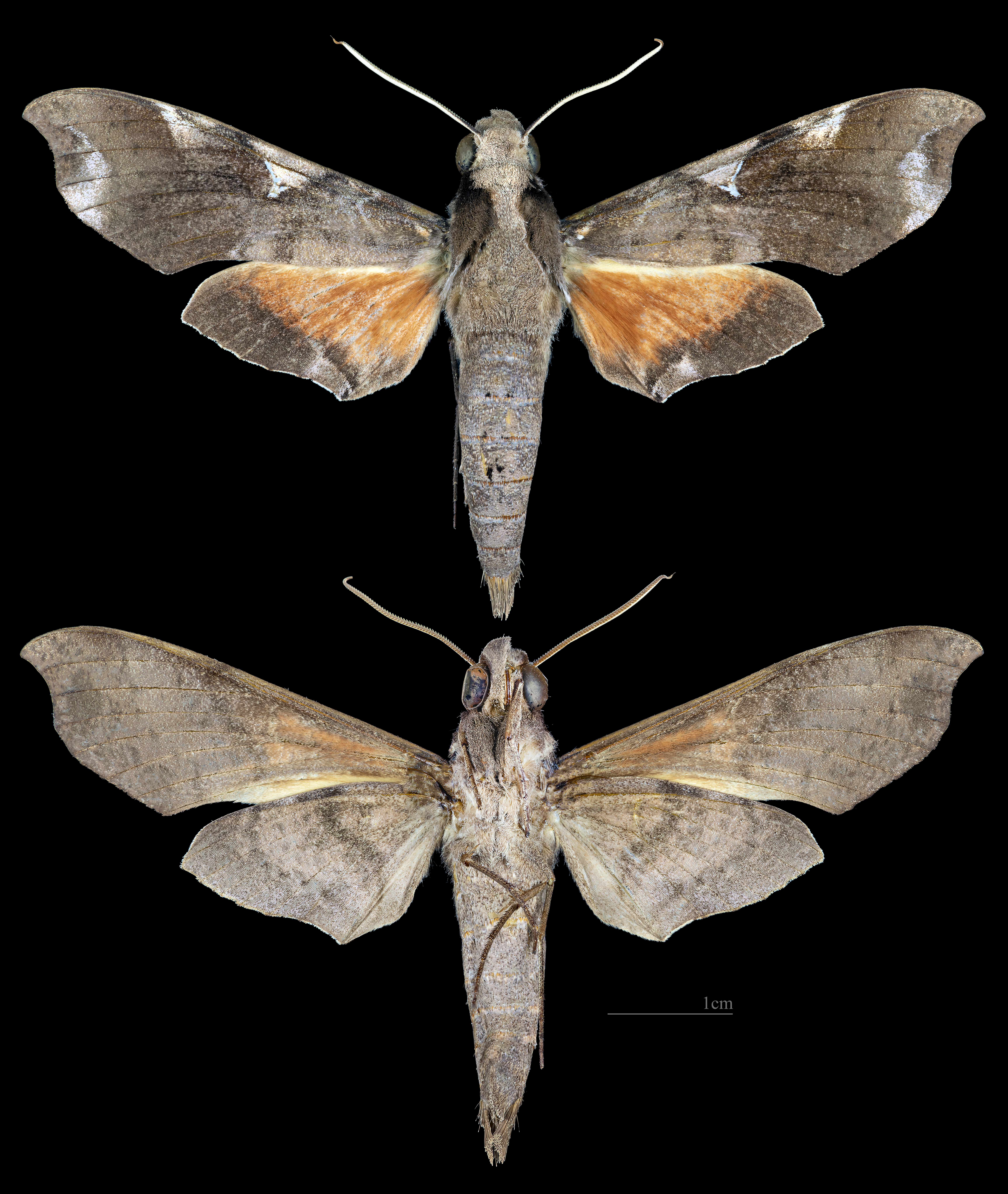
Callionima acuta
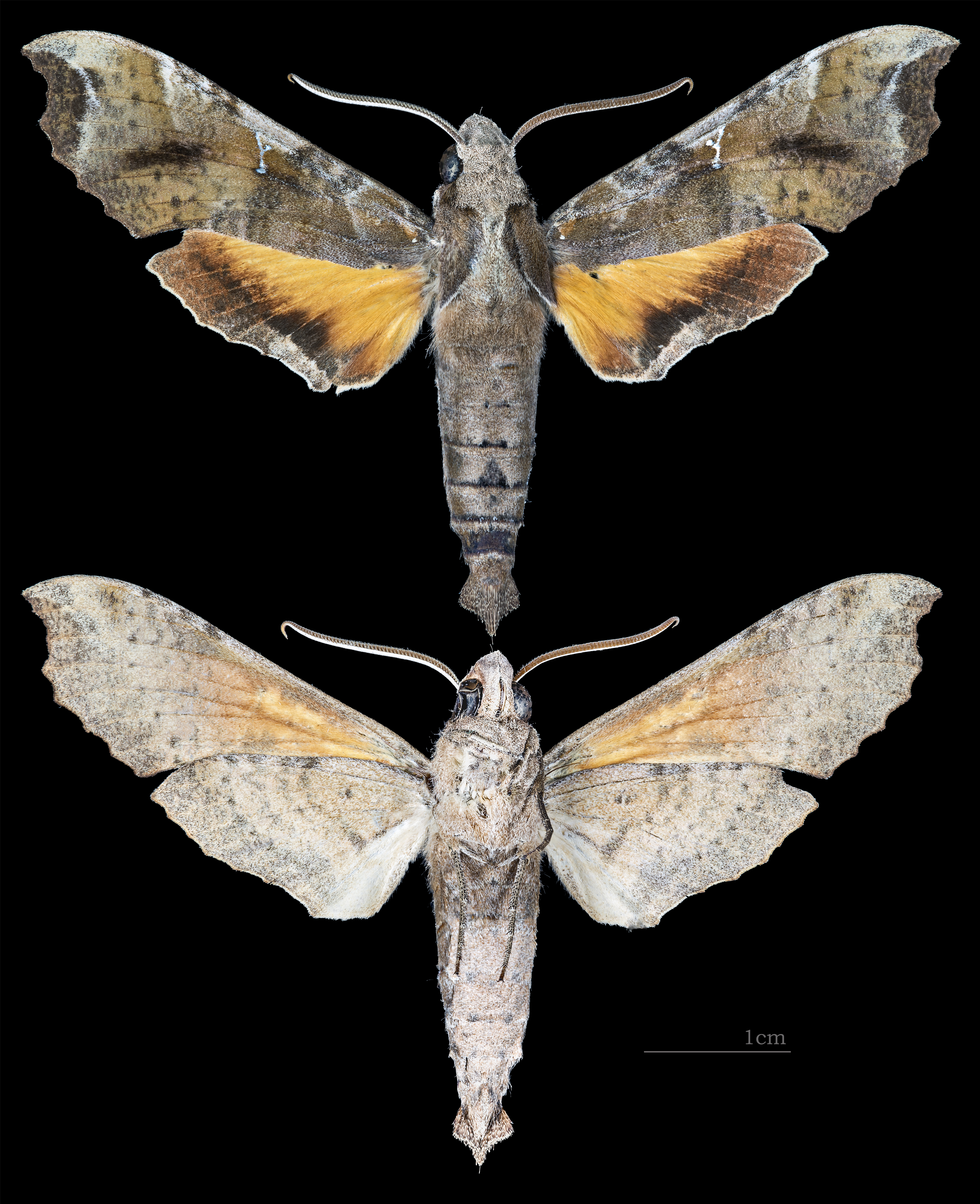
Callionima calliomenae
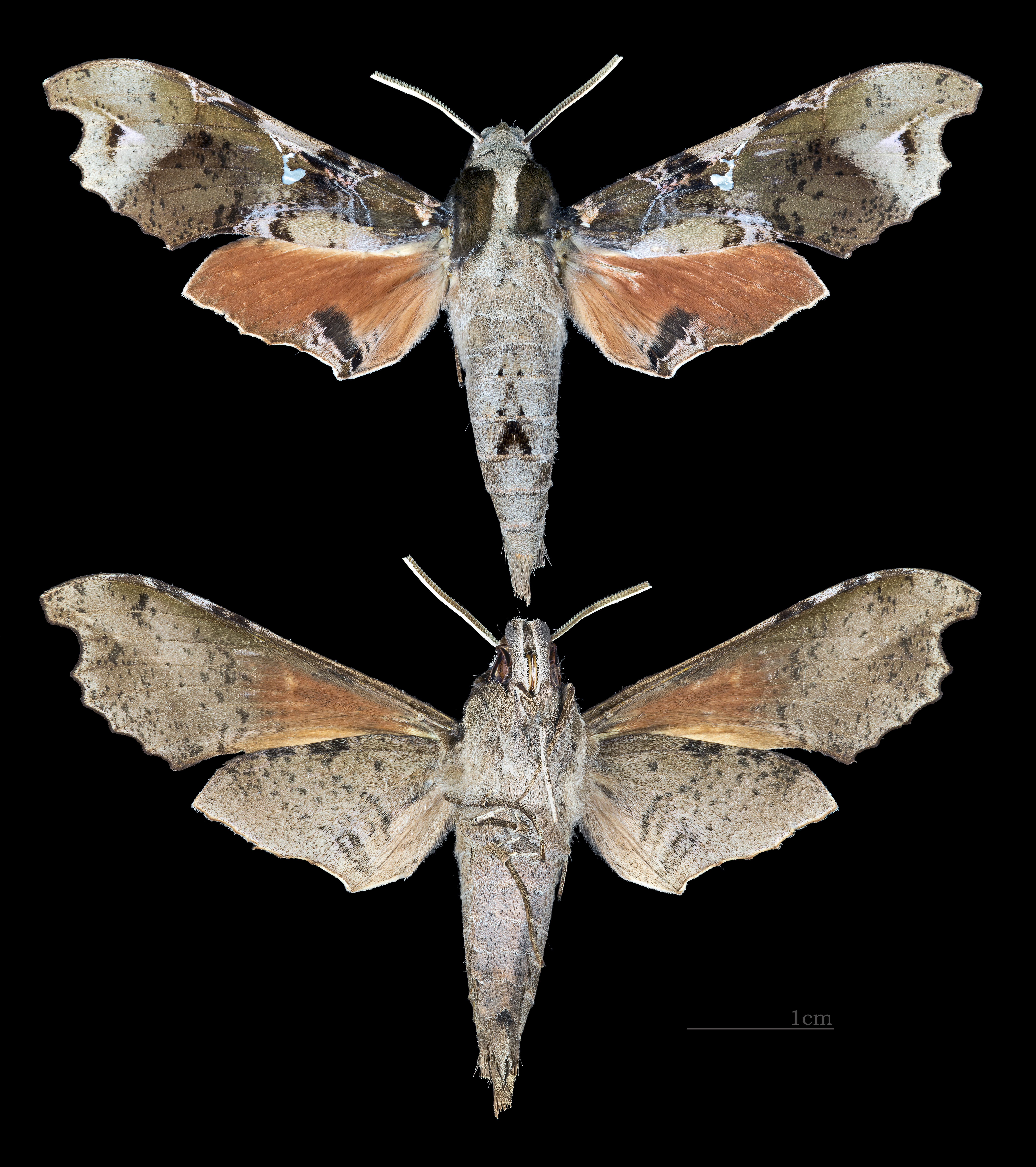
Callionima denticulata
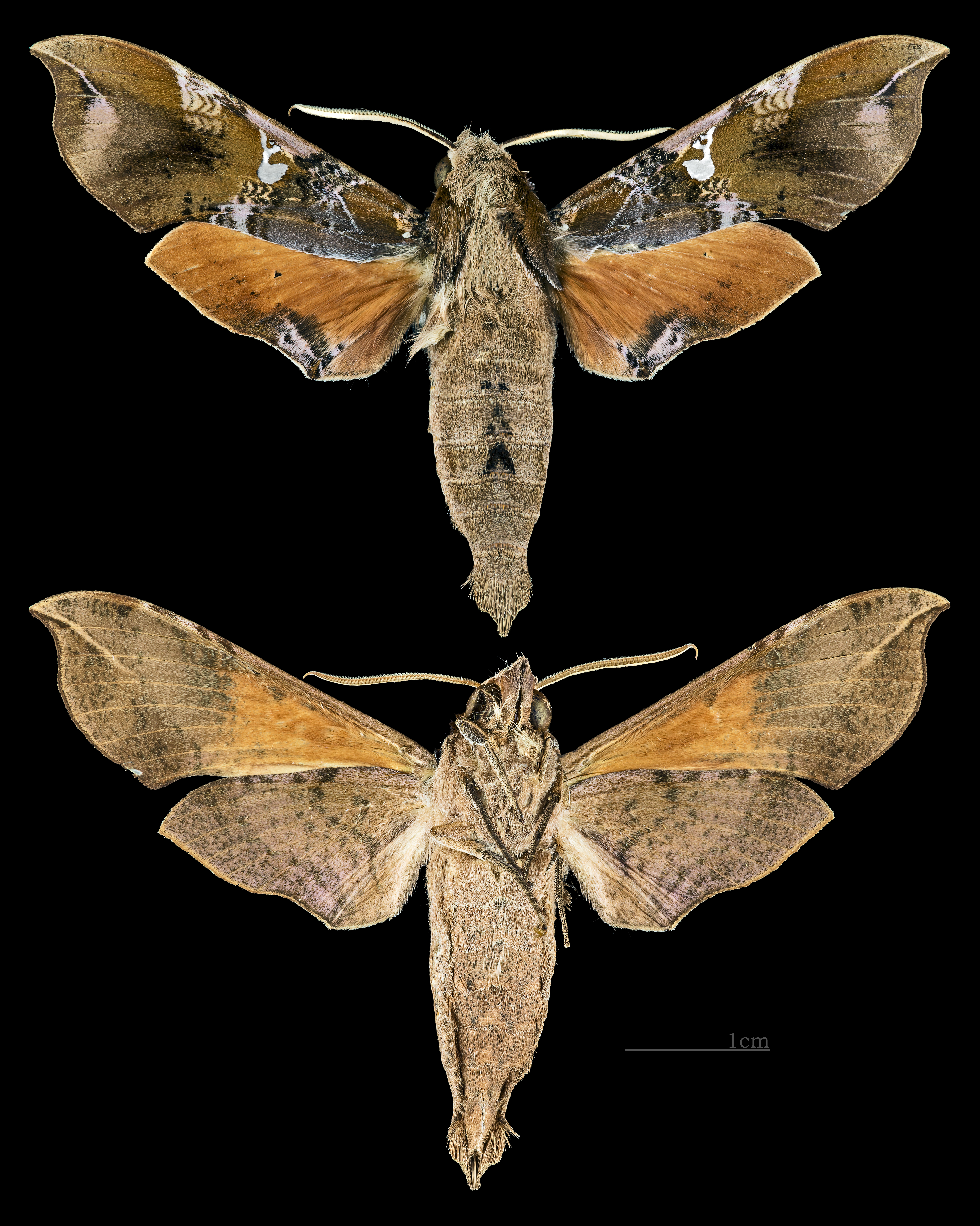
Callionima falcifera
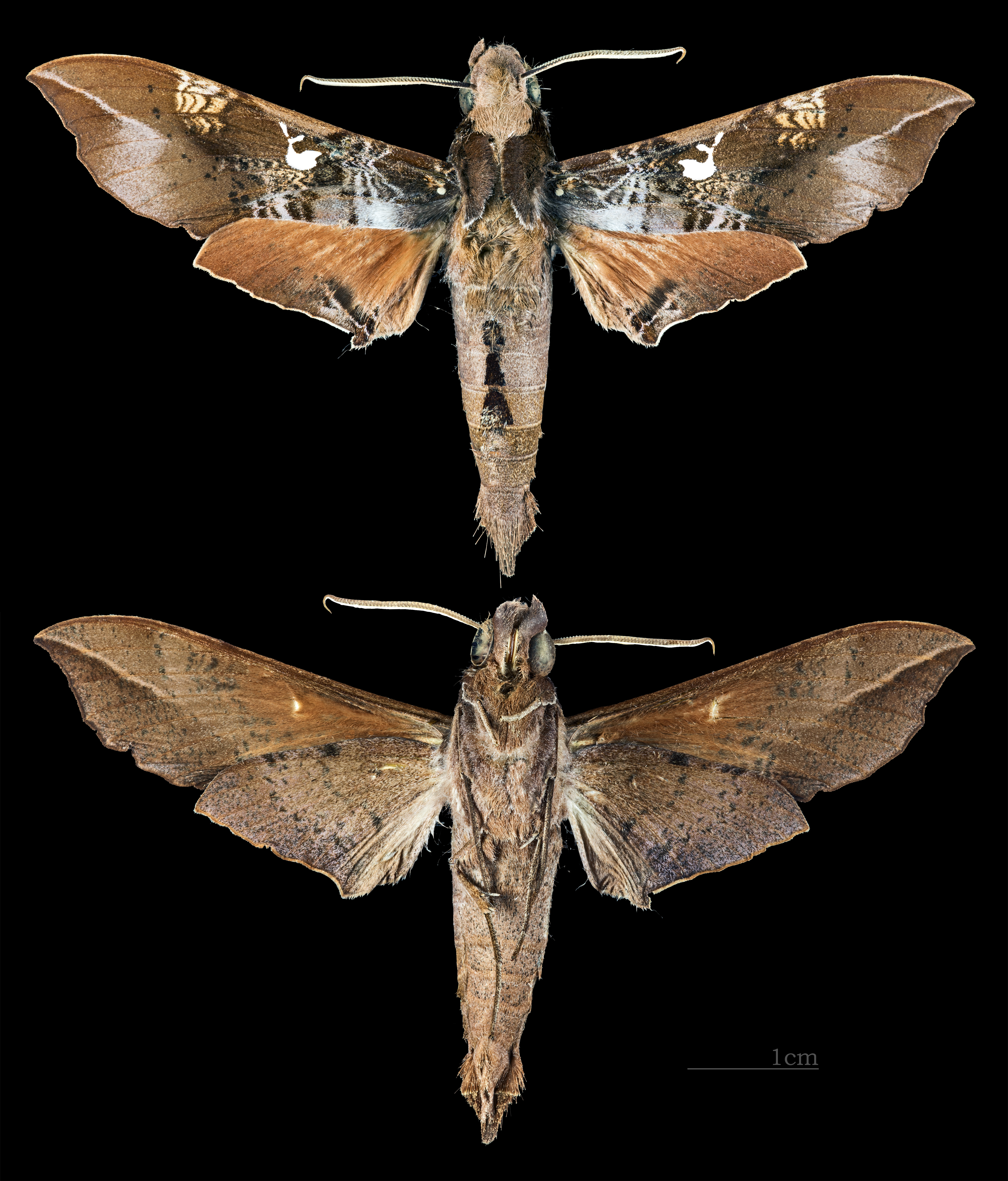
Callionima inuus
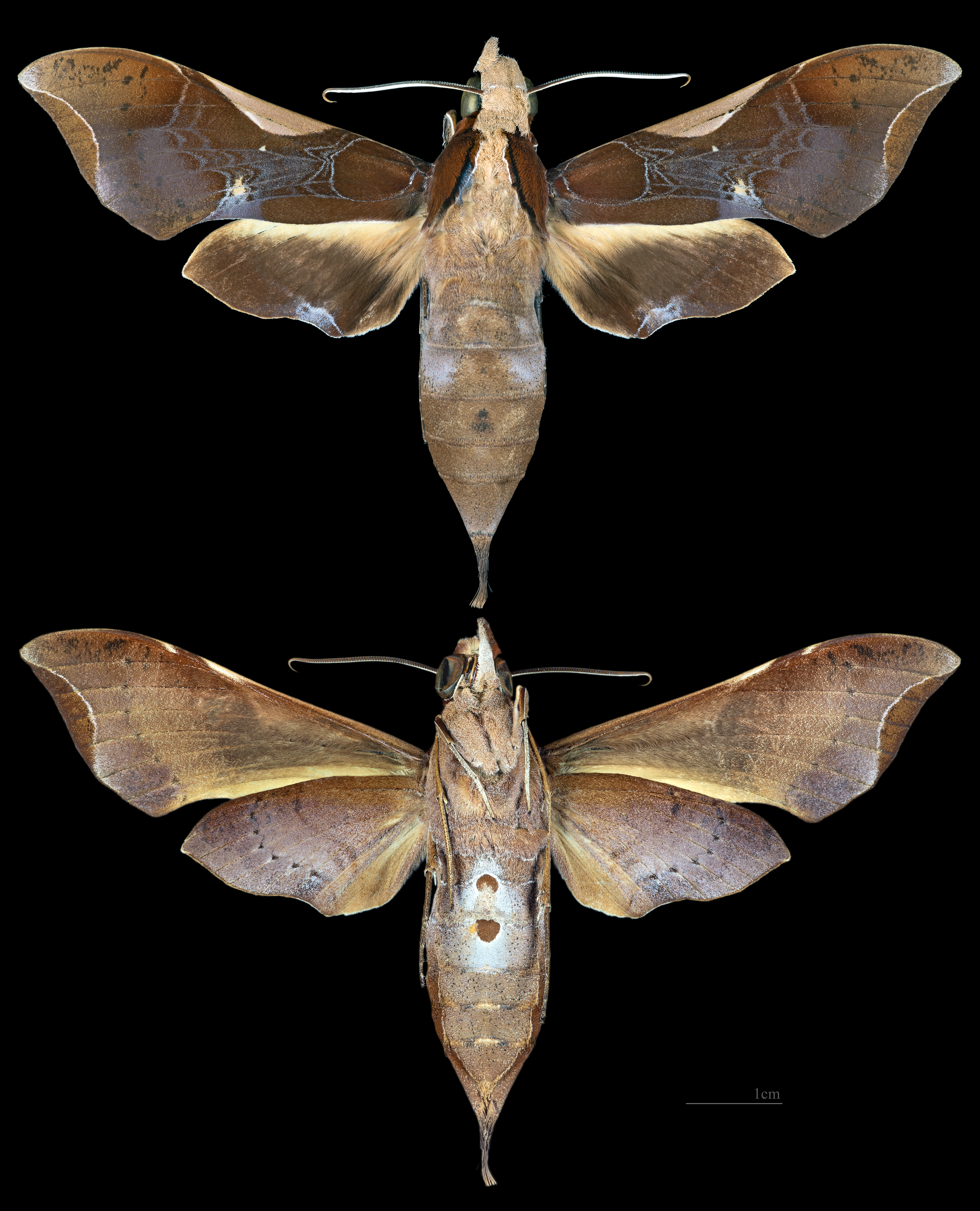
Callionima nomius
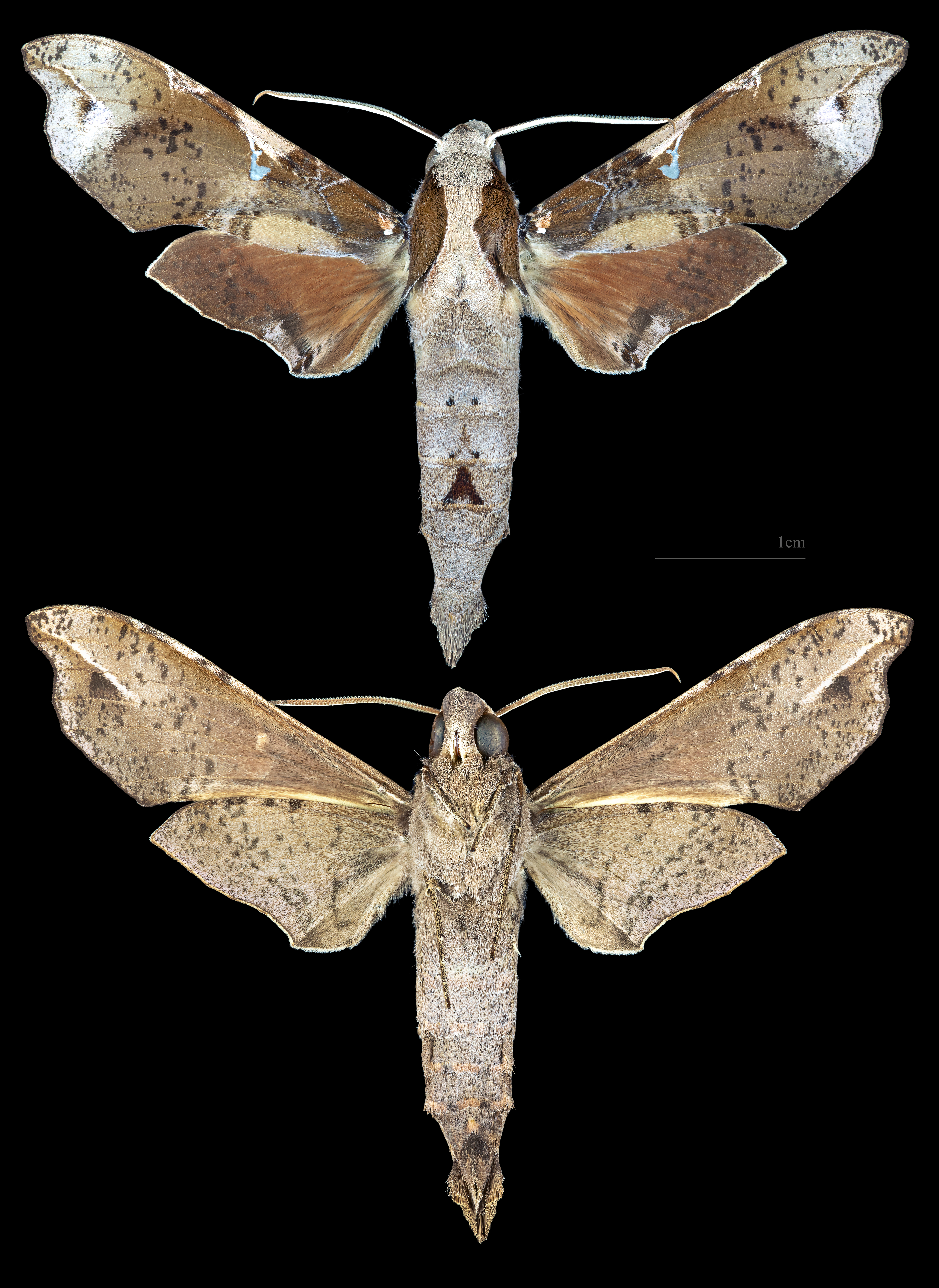
Callionima pan
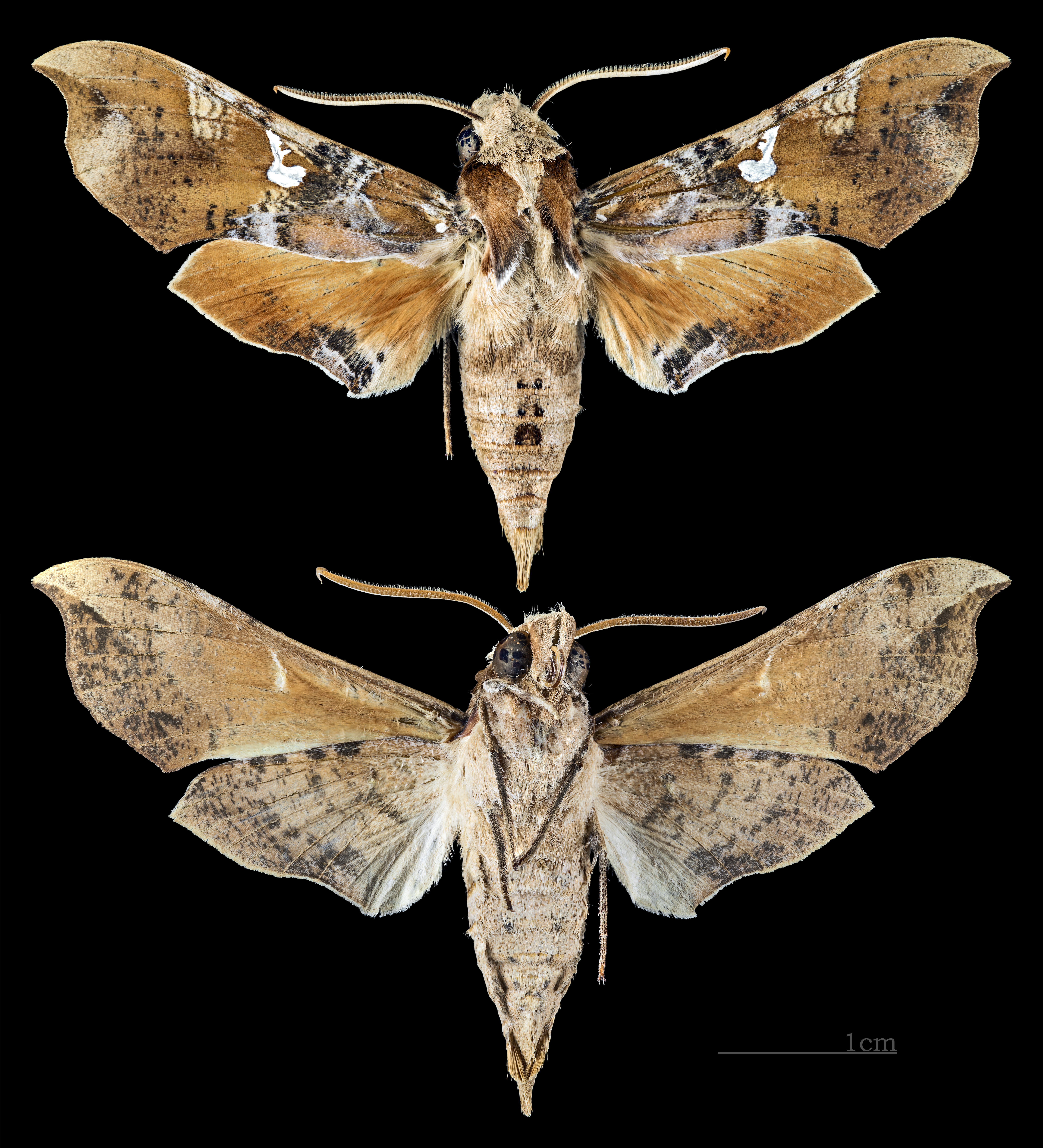
Callionima parce